# Gurudvára Bangla Sahíb
Gurudvára Bangla Sahíb (hindsky गुरुद्वारा बंगला साहिब, anglicky Gurudwara Bangla Sahib) je sikhská svatyně, která se nachází v indickém hlavním městě Novém Dillí. Stojí na rohu ulic Baba Kharak Singh Margh a Ashoka Road, v blízkosti Katedrály svatého srdce a obchodní čtvrti Connaught Place.

## Popis stavby
Chrám je dobře rozpoznatelný z dalekého okolí díky pozlacené kopuli a zářící fasádě z bílého mramoru. Jeho součástí je umělé jezero (Sarovar), jehož rozměry činí 70 × 70 m. Samotná budova chrámu má rozměry 50 × 25 m a je inspirována tradiční indickou architekturou s vlivy rádžputské architektury; balkony jsou inspirovány tradičními věžemi čatrí apod.
Součástí komplexu kromě samotné gurudváry je také veřejná kuchyně, jezero, škola a umělecká galerie. Jídelna je v souladu se sikhským konceptem langaru přístupná všem lidem bez rozdílu rasy nebo náboženství. Obdobně je tomu i u samotného chrámu, příchozí si ale musí zakrýt hlavu (muži i ženy) a vstoupit bosí. Jídlo připravují buď samotní věřící, nebo dobrovolníci, kteří se rádi na této činnosti podílejí. Dále se v komplexu nachází muzeum, které je věnováno Baghel Singhovi, knihovna a ošetřovna, kde jsou prováděna vyšetření pro nemajetné.

## Historie
Na místě současného chrámu se nacházel dům (haveli), který patřil Mirza Rájovi Džaj Singovi, vysoce postavenému vojenskému představiteli Mughalské říše.
Chrám byl zbudován na místě, kde osmý sikhský guru Har Krišan při své návštěvě Dillí v druhé polovině 17. století nabíral vodu pro pomoc postiženým cholerou a neštovicemi ve městě Dillí. Sám se nemocí také nakazil a brzy poté v roce 1661 zemřel. Na jeho počest zde bylo později zbudováno umělé jezero, které začali věřící uctívat pro léčebné schopnosti. Malá svatyně se zde objevila v roce 1783, nechal ji postavit Baghel Singh. Později bylo původní haveli začleněno do svatyně a ta tak byla rozšířena do současné podoby.
V současné době si věřící odnášejí vodu z chrámu, o které věří že má léčebné účinky, jako tzv. amrit.